# Attilio Deffenu
Attilio Deffenu (Nuoro, 28 de desembre de 1890 - Fossalta di Piave, 16 de juny de 1918) fou un teòric polític sard. Membre d'una família fortament polititzada, amb Sebastiano Satta va fundar el primer cercle socialista de Nuoro el 1907. Després es traslladà a Sàsser, on va col·laborar en el setmanari socialista La Via, i el 1908 marxà a Pisa per a estudiar jurisprudència. Allí també es relacionà amb els cercles d'esquerra i es graduà en dret. Després tornà a Sàsser i col·laborà amb el Giornale d'Italia, des d'on analitzà els problemes de Sardenya. El 1913 tornà a Milà, on fou advocat sindicalista i va mantenir correspondència amb Nicolò Fancello. Allí el 1914 va fundar la revista Sardegna amb Davide Cova.
Quan Itàlia va entrar en la Primera Guerra Mundial es va allistar amb Cova i altres sardistes a la Brigada Sàsser. Va morir en combat al volant de la cruïlla de Fossalta el 16 de juny de 1918.

## Obres
- La Sardegna di fronte al nazionalismo e al protezionismo, a La Nuova Sardegna, Sassari, 1913, n. 113.
- Noi e gli altri, "L'Avanguardia", 12 dicembre 1914.

• Teoria marxista del valore-lavoro, inèdit.
• La tendenza dei profitti al pareggiamento, inèdit